# SN 1006
SN 1006 va ser una supernova esdevinguda a principis de l'any 1006, àmpliament observada des de diferents llocs de la Terra. Ha estat el succés estel·lar de major magnitud visual registrat en la història.

## Història
Apareguda per primera vegada en la constel·lació del Llop en el límit amb el Centaure entre el 30 d'abril i l'1 de maig de 1006, el nou estel va ser descrit per observadors de Suïssa, Egipte, l'Iraq, Xina i Japó. Astrònoms xinesos i àrabs ens van deixar les descripcions històriques més completes sobre l'esdeveniment.
La seva grandària era equivalent a mitja lluna i la seva lluentor era tal que a la nit permetia veure els objectes que estaven en el sòl. Aparentment era de color groc i va ser visible durant més d'un any, sent probablement una supernova Tipus Ia.

## Romanent de supernova SN 1006
La resta de supernova associada a SN 1006 no va ser identificat fins a 1965, quan Doug Milne i Frank Gardner, fent ús del Radiotelescopi Parkes, van demostrar que la radiofont PKS 1459-41, prop de Beta Lupi, tenia l'aparença d'una corfa circular de 30 arcmin.
Durant els anys subsegüents, es van detectar emissions de raigs X i òptiques provinents d'aquest objecte. La resta de supernova SN 1006 es troba a una distància estimada de 7200 anys llum (2,2 kiloparsecs), la qual cosa resulta en un diàmetre aproximat de 70 anys llum.
Es pensa que SN 1006 era originàriament un estel binari, on una de les components, una nana blanca, va explotar quan el gas provinent de la seva companya la va fer superar el límit de Chandrasekhar. La supernova ejectà material a una enorme velocitat, generant una ona de xoc que precedeix el material expulsat. A causa d'aquesta ona de xoc les partícules són accelerades a energies extremadament altes, produint els filaments blavosos que es veuen -a dalt a l'esquerra i a baix a la dreta- en la imatge en fals color obtinguda amb l'Observatori de raigs X Chandra.